# Pothos armatus
Pothos armatus là một loài thực vật có hoa trong họ Ráy (Araceae). Loài này được C.E.C.Fisch. miêu tả khoa học đầu tiên năm 1929.